# Соборна гора (Дніпро)

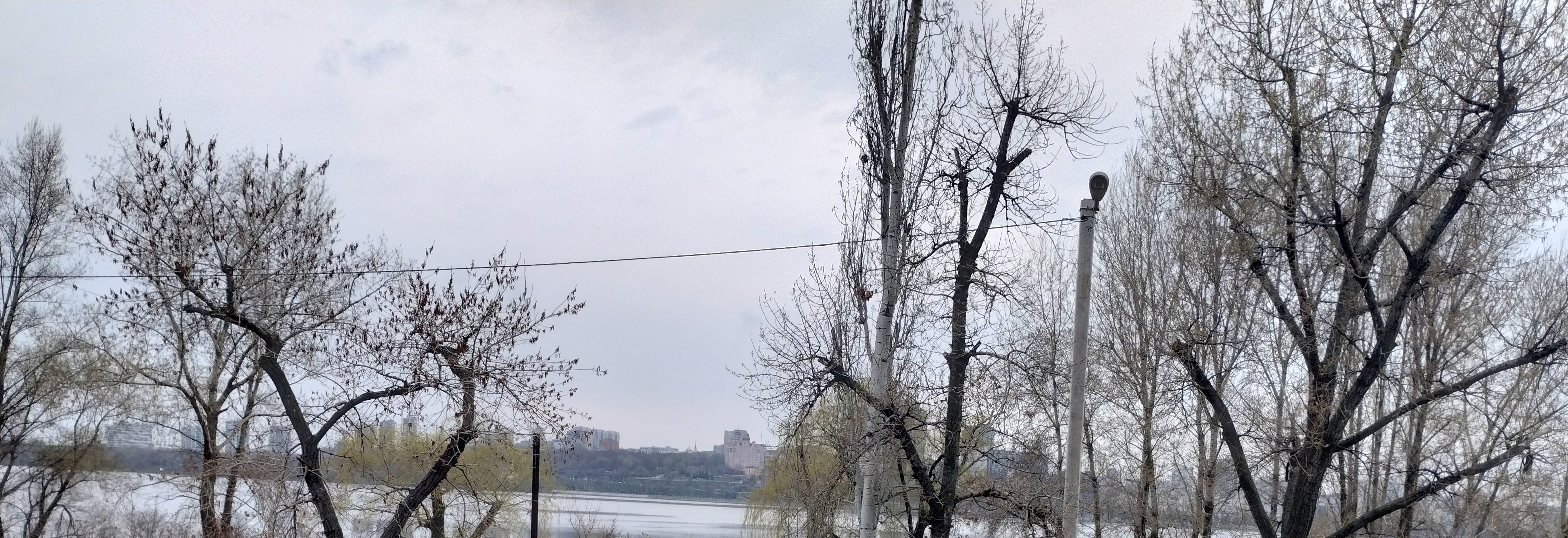
Краєвид Соборної гори з лівого берега Дніпра

Соборна гора — перший пагорб центральної частини міста Дніпро, розташований на закруті річки Дніпро. Входить у межі Соборного району міста. На пагорбі знаходяться два менших райони — Нагірний та Табірний (отримав свою назву від Феодосійських казарм).
З половицьких, козацьких часів до дніпропетровських у народі називалася — «Гора», а місцевість — «На горі».
Наприкінці XVIII століття на Соборній горі за проектами архітекторів Клода Геруа та Івана Старова було зведено центральну частину губернського міста Катеринослава.

## Назва від собору
Свою назву пагорб отримав від спроектованого Спасо-Преображенського кафедрального собору, що за своїми розмірами мав перевершити собор святого Павла в Римі.
Храм у проекті Геруа вдавав з себе грандіозну базиліку з п'ятьма навами. Окрім масивного куполу, що мав увінчувати будівлю, прикрасою собору повинні були служити портики — восьмиколонний портик коринфського ордеру на головному фасаді та шестиколонні портики на бічних фасадах.
9 травня 1787 р. імператриця Катерина II та австрійський цісар Йосип II заклали перші камені у фундамент собору, що стало офіційним початком заснування Катеринослава, проте, крім фундаменту, спорудження собору не відбулося у зв'язку з початком російсько-турецької війни (1787—1792), а після смерті Катерини II через заборону Павла I будувати кам'яні будівлі в Новоросійську (таку назву мало місто у 1796—1802 роках). Будівництво собору було відновлено тільки в 1822 р. і в 1835 р. Спасо-Преображенський кафедральний собор було збудовано у значно менших від першопочаткового плану розмірах.

## Архітектурний комплекс пагорба
Також на Соборній горі планувалася центральна площа з адміністративними і громадськими будівлями — прототип Соборної площі.
Головна вулиця, за проектом Геруа, розміщувалась в центрі пагорба і проходила по його головній лінії — з північного сходу на південний захід (лінія сучасної вулиці Писаржевського паралельно проспекту Науки).
На північному схилі пагорба розташовувались Потьомкінський палац та Потьомкінський сад викуплений князем Григорієм Потьомкіним (Таврійський сад) у Лазаря Глоби (нині парк імені Тараса Шевченка).
Під час правління губернатора Андрія Яковича Фабра (1847—1857) частину пагорба було зрізано, засипано низ Жандармської балки, з взяттям в колектор річки Жабокряч, зпрямлено ділянку Катерининського проспекту (нині ім. Д. Яворницького) від вулиць Кудашівської (тепер Барикадна) до Новошляхетної (нині ім. В. Вернадського).

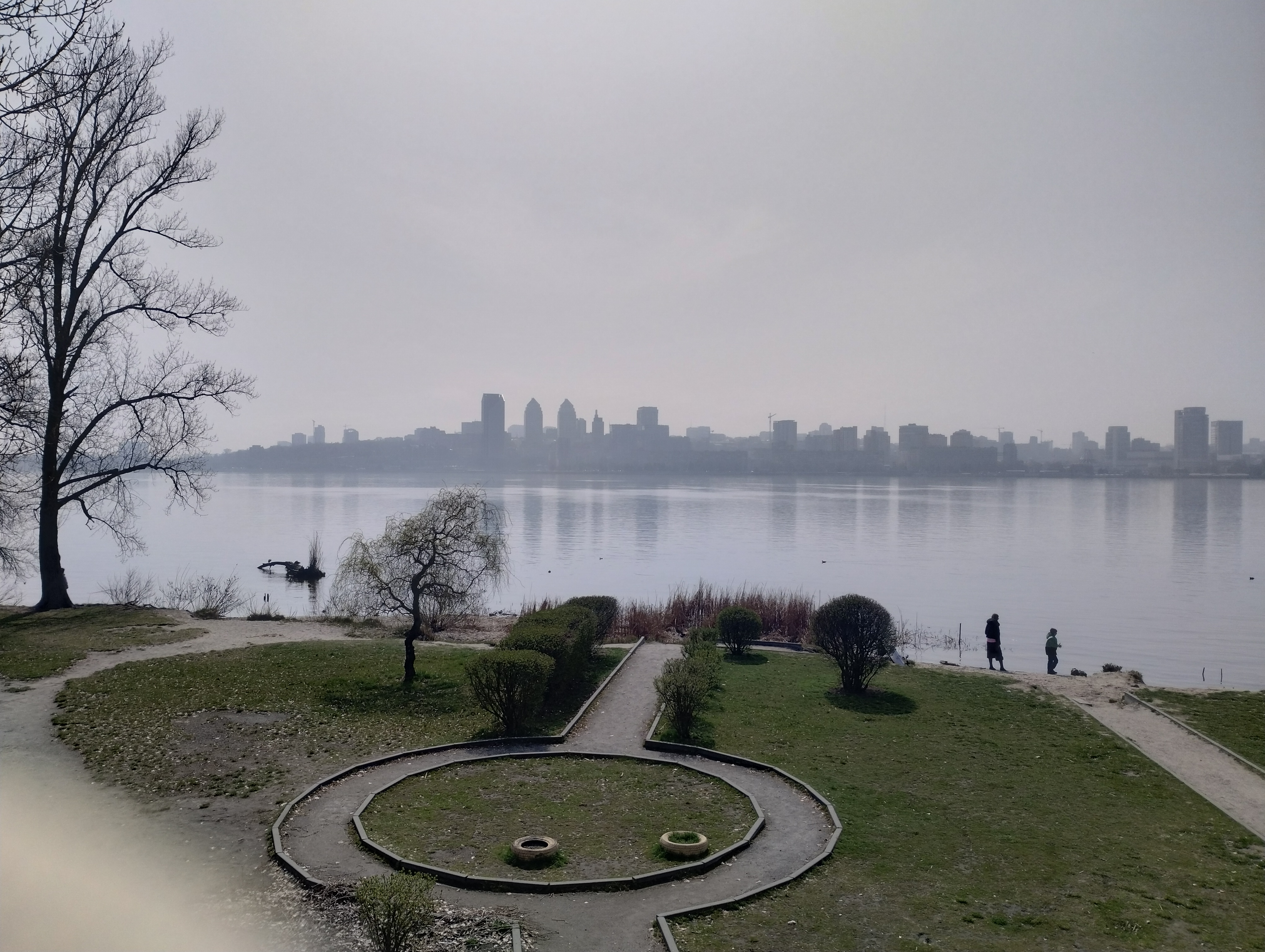
Вид "Західної Стіни" (колишні Камені) на Соборній Горі

У 1905 році на Соборній горі було побудовано приміщення Катеринославського музею ім. О. Поля (тепер Дніпровський національний історичний музей ім. Д. Яворницького). 
На межі ХІХ — XX ст. на пагорбі були зведені корпуси Катеринославського Вищого гірничого училища, згодом перетвореного на інститут (тепер Національний технічний  університет "Дніпровська політехніка"), у 1930-ті роках відкрито ДІСІ (будівельний) (тепер Придніпровська державна академія будівництва та архітектури), ДХТІ  (хіміко-технологічний) (тепер Український державний хіміко-технологічний університет) та ДМетІ (металургійний) інститути (тепер Національна металургійна академія України).
У другій половині 1960-х років на південно-східній частині пагорба в Мандриківці починають зводити багатоповерхівки.
На початку ХХІ століття мікрорайон Половиці Каміння, що був розташований на східному схилі гори, зносять і на його місці зводять ЖК "Амстердам" та офісні й житлові багатоповерхівки нового мікрорайону "Західна Стіна".